# قطنة (القدس)
قَطَنّة هي قرية فلسطينية في الضفة الغربية تتبع محافظة القدس وتقع إلى الشمال الغربي من مدينة القدس، وإلى الشمال من بلدة أبو غوش القريبة من الطريق بين القدس ويافا. تقع قرية قطنه فوق أطلال الكفيرة التي كانت من مدن كنعان وقد ورد ذكر الكفيرة أربع مرات في التوراة، ولقد قامت قطنه الحديثة في العام 1000 هجرية، ويحيط بقطنة كثير من الخرب (جمع خِربة وهي قرية صغيرة) القديمة منها خربة البويرة التي تعود إلى عائلة أبو زينة والتي تضم معصرة زيتون قديمة، ما زالت بعض آثارها باقية إلى اليوم ومنها: الكفيرة، والأخرب، وبيت شباب، والجديدة، والكبوش، وخراب اللحم، ورفيديا، والمجنونة، وباطن أبو لحية، وباطن العرش، وخربة أبو رياح، وخربة نطاف، وظهر دباس، والبويرة.

## التسمية
وقد اختلف في أصل تسمية البلدة، هل هي ذات أصل روماني، أم أنها أُخذت من الفعل العربي قَطَنَ بمعنى سكن وأقام. وعلى الأرجح أن الأخير هو الأكثر انسجاماً مع تاريخ سكان البلدة الذين يعتقدون أنهم نزحوا من وادي موسى في مطلع القرن العاشر الهجرية باتجاه جنوب فلسطين، حيث استقر أحد أجدادهم (علي بن نوفل) في قرية كراتية، من أعمال غزة، ثم اتجه شمالا ليتزوج من عائلة النقيب من مردا، ثم يستقر الحال كما يبدو بعلي وولده الحسن، أو الحسن بن علي بن نوفل وولده محمد أبو عرموش قرب عين الماء الكبيرة ويبنيا أسس بلدة قطنة الحالية.

## احتلالها
اُحتلت معظم أراضي القرية في عام 1948 بينما احتلت القرية نفسها عام 1967. ويبدو أن بلدة قطنة الحالية قد بنيت في حوالي عام 1000 هجرية على أنقاض قرية رومانية قديمة فيها مجموعة من عيون الماء، التي كانت تمثل المصدر الحيوي للحياة الزراعية والرعوية آنذاك.

## اثار الاحتلال
بسبب ضيق الحياة واحتلال مصادر رزق أهل البلدة غادر كثير من سكانها إلى مدن أخرى في الضفة الغربية وفي شرقي الأردن والدول العربية المجاورة، وبلاد الاغتراب في أوروبا وأمريكا الشمالية منذ خمسينات القرن العشرين، وكان لأبنائها دور بارز في الحركات الوطنية والحركة الثقافية والإدارية في الضفة الغربية والأردن خاصة، وفي الدول العربية الأخرى.

## الموقع
تقع إلى الشمال الغربي من مدينة القدس، وتبعد عنها حوالي 18كم، وترتفع عن سطح البحر 700م، ويصلها طريق داخلي يرتبط بالطريق الرئيسي طوله 1.8كم، يرجع اسمها إلى (قطن) جذر سامي مشترك بمعني صفر. تبلغ مساحة أراضيها حوالي 9464 دونما، وتحيط بها قرى بدو، بيت عنان، القبيبة، قدر عدد سكانها عام 15000 نسمه. يغلب على القرية الطابع الجبلي، وتوجد بين جبالها أودية وشعاب ويوجد كذلك عيون مائية، من أهمها عين الناموس عين النمر وعين السمرة وعين العصفورة وعين العوينه وعين نطاف.
وتمتاز البلدة بكثرة الخرب، وبجبالها، ومنها: جبل مرج الزعرور، جبل خربة أم اللحم، جبل خربة الكبوش، جبل الكفيرة، وجبل خربة الجديدة، جبل خربة بيت شباب، جبل خربة رفيديا، جبل عين ناموس. يحيط بالقرية مجموعة من الخرب الأثرية وهي: (خربة بيت الشباب) تقع في الشمال الشرقي وتحتوي على أساسات وبقايا معصرة منقورة في الصخر، و(خربة باطن العرش) في الجنوب الغربي وتضم محرس وأكوام حجارة ومغرة، و (خربة رفيديا)، و(خربة ابي لحم)، و(خربة الكافرة)، وتحتوي على أساسات مبان وبرج نحت في الصخور، وصهاريج، ومعصرة، ومغر.
وأقامت عليها عام 1985 مستعمرة (كفير) وهي التسمية الكنعانية لبلدة قطنة الكفيرة. ويحدها أيضا مسطوطنه جفعات هارادار
يرجع أهل القرية بنسبهم إلى الحسين بن علي بن أبي طالب رضي الله عنهما ولديهم الكتب والمشجرات الموثقة والتي تثبت ذلك، وتضم القرية بعض العائلات من خارج ذلك النسب الشريف وينحدرون من قرى مجاورة أهل قطنة من الحسينيين، والحسينييون هم بنو الحسين السبط ابن أمير المؤمنين علي بن أبي طالب كرم الله وجهه، وليس للحسين عقب إلّا من ولده زين العابدين بن علي بن أبي طالب والمتوفي سنة 122هجري، فهم يعودون بنسبهم إلى الحسين بن علي بن أبي طالب زوج فاطمة الزهراء بنت رسول الله صلى الله عليه وسلم، فهم من الخطباء، بني الليث الأشراف من ذرية الحسن البصري هجروا الجزيرة العربية وسكنوا وادي موسى .
ومن ثم تنازع والد جد أهالي قطنة السيد علي نوفل وغادر هو وأخوه إبراهيم وادي موسى إلى الحساء - وادي الحساء يخرج من جبال الكرك ويمر في قلعة الحسا الواقعة على الخط الحديدي الحجازي ويفصل جبال الكرك عن جبال الطفيلة - وبعد ذلك سافرا إلى قرية كرتيا - كرتيه من أعمال غزة وهي قرية فلسطينية محتلة - حيث توفي إبراهيم فيها وبعدها رحل أخوه إبراهيم نوفل إلى إلى قرية مردا ويذكر النسب أن السيد علي نوفل غادر والده في وادي موسى في 9 ذي الحجة سنة 927 هجرية، وفي قرية مردا قضاء نابلس تزوج الحسيب النسيب خزبكة بنت السيد خليل من دار النقيب الشرفا ورزق منها السيد حسن جد أهل قطنة وتزوج السيد حسن اثنتين إحداهما من قيرة لم ينجب منها والأخرى من مردا وأنجب منها أبنائه الأربعة وهم السيد أحمد المكنى بأبي شوكة السيد محمد المكنى بأبي عرموش والسيد طاهر والمكنى بأبي القمل والسيد طه المكنى بالقصير.
ومن أشهر العائلات فيها الفقيه البوايه والزغاري والحايك والشماسنة نسبة إلى جدهم شمس الدين ومحسن وطه وخليل وغيرها بالإضافة إلى بعض العائلات الوافدة التي انضمت للعائلات المذكورة وعائلة أبو زينة تعيش الآن في منطقة في وادي الأردن في منطقة اسمها الأغور
ولقد قدمت القرية مثل كل قرى فلسطين الصمود قوافل من الشهداء في سبيل الله وحماية الأرض المقدسة وستبقى إلى أن يأذن الله بالنصر.